# Mats Kovatsch
Mats Kovatsch (* 21. Juni 1989 in Laupen) ist ein Schweizer Volleyball- und Beachvolleyballspieler.

## Karriere Hallen-Volleyball
Nachdem er zuvor einige Jahre Fussball gespielt hatte, wechselte er im Alter von elf Jahren zum Volleyball, weil sein Vater und seine Brüder ebenfalls in dieser Sportart aktiv waren. Er begann beim VBC Bösingen. 2006 ging er zu Lausanne UC und schaffte mit dem Verein den Aufstieg in die Nationalliga B. Anschliessend wurde der Aussenangreifer vom Erstligisten VBC Münsingen verpflichtet. Kovatsch spielte auch in der U19-Nationalmannschaft der Schweiz, die er als Kapitän anführte.

## Karriere Beachvolleyball
Kovatsch gewann 2006 mit Manuel Degen die Schweizer Meisterschaft der U18. 2008 trat er mit Jonas Kissling bei der Junioren-Weltmeisterschaft in Brighton an und belegte den 29. Platz. Im folgenden Jahr steigerten sich Kovatsch/Kissling beim gleichen Turnier in Blackpool auf den fünften Rang. 2010 wurden sie Siebter der U23-Europameisterschaft in Kos. Beim entsprechenden Turnier 2011 in Porto erreichten sie den fünften Platz. Ansonsten spielten die beiden Schweizer in diesen Jahren international bei Satellite- und Masters-Turnieren. Dabei gab es als bestes Ergebnis 2010 und 2011 jeweils einen neunten Rang. 2012 wurden Kovatsch/Kissling Siebter in Baden und Fünfter in Novi Sad. Anschliessend traten sie beim Grand Slam in Stare Jabłonki erstmals zu einem Turnier der FIVB World Tour an und kamen auf den 33. Platz.
2013 bildete Kovatsch ein neues Duo mit Sébastien Chevallier. Chevallier/Kovatsch spielten bei den Fuzhou Open und wurden Neunte des Grand Slam in Shanghai. Bei der WM in Stare Jabłonki schieden sie sieglos nach der Vorrunde aus und bei der EM in Klagenfurt landeten sie auf Platz 17. Ab 2014 spielt Kovatsch wieder mit Jonas Kissling.